# Krytyk (zawód)

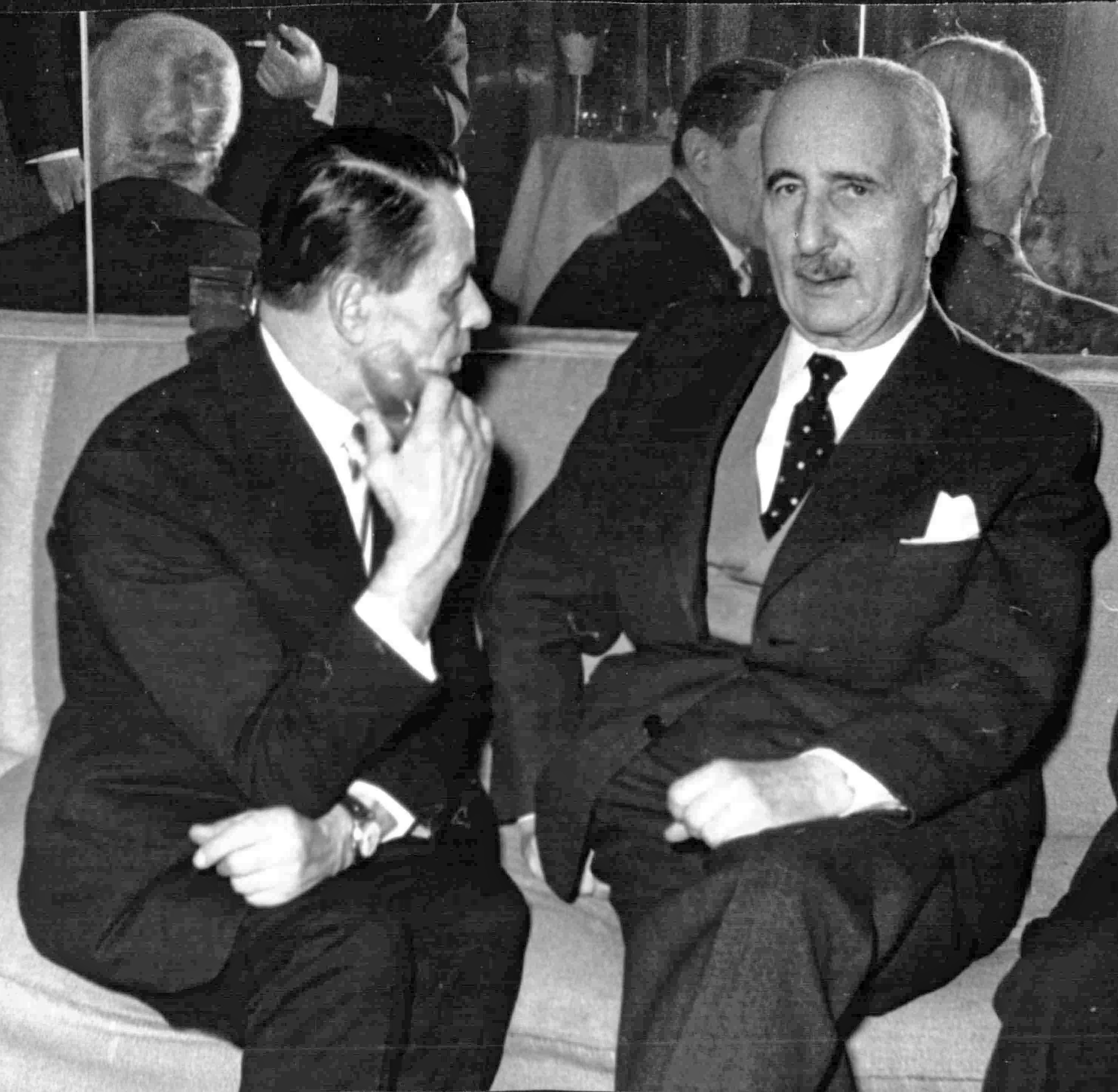
Polski krytyk i historyk sztuki, Armand Vetulani (po lewej), w rozmowie z historykiem filozofii i sztuki, Władysławem Tatarkiewiczem (l. 60. XX w.)

Krytyk – osoba analizująca dzieła sztuki, literatury lub prace naukowe. Ocenia i recenzuje też ich wartość merytoryczną. Podczas analizy dzieła sztuki, literackiego lub muzycznego odbywa się proces odwrotny wobec tworzenia. Krytyk prowadzi rekonstrukcję granic twórczych, na które natrafił autor dzieła. Krytyk, oceniając dany utwór, jest jednocześnie częścią publiczności takiego wytworu kultury.
Krytykiem idealnym ma być człowiek, którego dzieło sztuki, poprzez uczucia i myśli, natchnęło najmocniej. Dzieli się także swoimi odczuciami z ogółem społeczeństwa. Taki krytyk zachowuje się możliwie mało biernie wobec dzieła artystycznego podlegającego jego ocenie, ale też odkrywa najwięcej treści w fabule przedstawionej przez autora.
O krytyce dzieła sztuki można mówić wówczas, gdy czytelnik, widz albo słuchacz ma chęć uzasadnienia swojego przeżycia wywołanego przeczytaniem, usłyszeniem bądź obejrzeniem takiego materiału. Krytyka dzieła sztuki jest, kolejno, analizą, oceną i opisem artystycznych oznak takiego dzieła; te działania mają charakter publiczny i systematyczny.
Teatralne dzieło sztuki, czyli widowisko teatralne, realizujące się poprzez działanie określonej liczby osób, jest rzeczywistością wyimaginowaną. Krytyka teatralna obejmuje procesy powstawania, przebiegu i oddziaływania na odbiorcę sztuki teatralnej. Dopiero doznania, refleksje, jak i ocena przedstawienia dokonane przez widownię, do której należy również krytyk, dopełniają teatralnego dzieła sztuki.